# Alessandro Fortori
Alessandro Fortori (Arezzo, ... – ...; fl. XVI secolo) è stato un pittore italiano della corrente del manierismo attivo nel XVI secolo.

## Biografia
Fu uno dei pittori aretini, insieme a Bastiano Flori e Fra Salvatore Foschi, ad essere reclutato per dipingere in vari progetti da Giorgio Vasari. Fortori dipinse per la chiesa di San Francesco (1568) a Citerna e per la chiesa di San Domenico (1569) a Città di Castello.